# Isidoro Busquets
Isidoro Isabelino Enrique Busquets, político argentino de Mendoza. Dirigente de la Unión Cívica Radical. Fue designado en el Golpe de Estado de 1955 como Interventor Federal de facto a cargo del gobierno de la Provincia de Mendoza entre 1956 y 1958 en el marco de la  participación en Mendoza en los Golpes Cívicos Militares a cargo de la Unión Cívica Radical (UCR) - Gobierno de Facto). Designado "gobernador" por el dictador Pedro Eugenio Aramburu (Presidente de Facto 1956-1958) el cual inicia políticas represivas, con fusilamientos y persecuciones políticas. Derogó la Constitución de 1949 que había sido aprobada por una Convención Constituyente, luego, asumiendo como interventor de facto, la derogó e Impulsó la reforma constitucional de 1957 y prohibió al peronismo participar de las elecciones de 1958. durante su gobernación  de facto estuvo marcada por la caída de los ingresos, la parálisis de la actividad vitivinícola, el cierre de viñedos y bodegas, una caída de la producción de olivos del 48% y una crisis hídrica severa. Su gobernación estuvo marcada por conflictos sociales, acusaciones de corrupción y nepotismo que involucraron a su familia, allegados y a la plana mayor de la UCR provincial, entre ellas el escándalo de la "Finca Herrera" cuando se descubrió en 1958 que Busquets había cedido 23.000 ha de tierras fiscales a Sara Lucía Herrera, esposa del dictador Pedro Eugenio Aramburu a un precio de 233 pesos totales, menos del 0.003% del valor de dicha finca. Durante 1957 se produjo el incendio del hospital de Mendoza que no sería reparado hasta 1960